# Yandro Quintana
Yandro Miguel Quintana Rivalta est un lutteur cubain spécialiste de la lutte libre né le 30 janvier 1980 à Morón.

## Biographie
Lors des Jeux olympiques d'été de 2004 se tenant à Athènes, il remporte la médaille d'or en combattant dans la catégorie des -60 kg.